# تايلر بيت
تايلر بيت (بالإنجليزية: Tyler Bate)‏ هو مصارع محترف بريطاني، ولد في 7 مارس 1997 في Dudley ‏ في المملكة المتحدة.

## وصلات خارجية
- تايلر بيت على موقع دبليو دبليو إي (الإنجليزية)
- تايلر بيت على موقع WrestlingData.com (الإنجليزية)
- تايلر بيت على موقع CageMatch worker (الإنجليزية)
- تايلر بيت على موقع قاعدة بيانات المصارعة على الإنترنت (الإنجليزية)
- تايلر بيت على موقع عالم المصارعة على الإنترنت (الإنجليزية)

- تايلر بيت على موقع IMDb (الإنجليزية)